# Georgi (Familienname)
Georgi ist ein Familienname. Er existiert auch in der Schreibweise Georgii, Georgy, a Georgiis oder von Schorsch.
Im Jahr 1298 soll Georg a Georgiis aus der Lombardei nach Splügen im heutigen Schweizer Kanton Graubünden eingewandert sein, wo von der Familie mehrere Herrenhäuser aus dem 18. Jahrhundert erhalten sind. Ein gleichnamiges Geschlecht (Georgii) gelangte im 17. Jahrhundert aus Straßburg nach Württemberg. In Graubünden starb der letzte von Schorsch 1837.

## Namensträger

### A
- André Georgi (* 1965), Drehbuchautor und Schriftsteller
- Andreas Georgi (* 1957), deutscher Finanzmanager
- Armin Georgi (1927–2013), deutscher Regisseur und Dramaturg
- Arthur Georgi (Politiker) (1843–1900), deutscher Unternehmer und Politiker (NLP), MdL (Königreich Sachsen)
- Arthur Georgi senior (1865–1945), deutscher Verleger
- Arthur Georgi junior (1902–1970), deutscher Verleger

### B
- Brigitte Georgi-Findlay (* 1956), deutsche Amerikanistin

### C
- Carl Georgi (1894–1966), Schweizer Bauingenieur
- Christian Siegmund Georgi (1702–1771), deutscher evangelischer Theologe
- Christoph Georgi (1932–2019), deutscher Fotograf
- Curt Robert Georgi (1848–um 1906), deutscher Unternehmer und Firmengründer

### D
- Dieter Georgi (1929–2005), deutsch-amerikanischer evangelischer Theologe

### E
- Ernst Georgi (Schauspieler) (1823–1887), deutscher Schauspieler und Theaterleiter
- Ernst Georgi (Politiker) (1895–1983), deutscher Arzt und Politiker (CDU)

### F
- Felix Georgi (1893–1965), Schweizer Neurologe
- Ferdinand Max Georgi (1854–1940), Geheimer Bergrat, Bergbaupionier und Direktor des Königlichen Steinkohlenwerk Zauckerode
- Franz von Georgi (1855–1933), österreichischer General
- Friedrich von Georgi (1852–1926), österreichischer Generaloberst und Politiker
- Friedrich Georgi (Verleger) (1917–1998), deutscher Verleger und Autor
- Friedrich Otto Georgi (1819–1874), deutscher Maler
- Friedrich Traugott Georgi (1783–1838), deutscher Maler und Radierer
- Fritz Georgi (* 1946/1947), deutscher Ingenieur und Didaktiker

### G
- Gottfried Georgi (1731–1801), deutscher Kommunaljurist, Oberbürgermeister von Stargard in Pommern

### H
- Hannah Georgi, Hörspiel-Regisseurin
- Hanns Georgi (1901–1989), deutscher Maler, Grafiker und Illustrator
- Hans Georgi (Kabarettist) (* 1946/1947), deutscher Kabarettist
- Hans-Jörg Georgi (* 1949), deutscher Objektkünstler
- Hanspeter Georgi (* 1942), deutscher Politiker (CDU)
- Hieronymus Georgi (1659–1717), deutscher Drucker und Verleger
- Howard Georgi (* 1947), US-amerikanischer Physiker

### J
- Jakob Friedrich Georgi (1697–1762), deutscher Pastor
- Johann Georgi (Drucker) († 1701/1702), deutscher Drucker und Verleger
- Johann Gottlieb Georgi (1729–1802), deutscher Geograph, Chemiker und Botaniker
- Johannes Georgi (Pädagoge) (1632–1707), deutscher Pädagoge
- Johannes Georgi (Meteorologe) (1888–1972), deutscher Meteorologe und Polarforscher

### K
- Karl Senff-Georgi (1855–1901), deutscher Schauspieler
- Karl August Georgi (1802–1867), deutscher Theologe und Schriftsteller
- Karlheinz Georgi (1934–2019), deutscher Architekt
- Karl-Heinz Georgi (* 1957), deutscher Trompeter
- Katja Georgi (1928–2022), deutsche Filmregisseurin
- Klaus Georgi (Regisseur) (1925–2012), deutscher Filmregisseur
- Klaus Georgi (Trainer) (* 1950/1951), deutscher Fußballtrainer
- Konrad Georgi (1799–1857), deutscher Richter und Politiker
- Kurt Georgi (1920–1999), deutscher Gewerkschafter

### M
- Maik Georgi (* 1988), deutscher Fußballspieler

### N
- Nikolaus von Georgi (* 1940), deutscher Maler

### O
- Oliver Georgi (* 1977), deutscher Autor und Journalist
- Oskar Georgi (1862–1934), sächsischer Generalmajor
- Otto Georgi (1819–1874), deutscher Maler, siehe Friedrich Otto Georgi
- Otto Georgi (Politiker) (1831–1918), deutscher Politiker (NLP), Oberbürgermeister von Leipzig
- Otto Georgi (Maler) (1890–1969), chilenischer Maler

### P
- Paul Georgi (1891–1976), deutscher Lehrer, Heimatforscher, Geologe und Sammler
- Peter Georgi (Mediziner) (1932–2013), deutscher Radiologe
- Peter Georgi (1942–2021), deutscher Schauspieler
- Peter Georgi (Fußballspieler) (* 1960), deutscher Fußballspieler
- Pfeiffer Georgi (* 2000), britische Radsportlerin
- Philipp Wolff-Georgi, eigentlicher Name von Philipp Wolff-Windegg (1919–1991), Schweizer Journalist und Theaterkritiker

### R
- Ralf Georgi (* 1967), deutscher Politiker (Die Linke)
- Richard Georgi (1884–1965), deutscher Offizier, zuletzt Generalmajor der Wehrmacht
- Richard Martin Georgi (1889–1969), deutscher Kantor, Komponist und Mundartdichter
- Robert Georgi (1802–1869), deutscher Unternehmer und Politiker
- Rudi Georgi (1927–2020), deutscher Politiker (SED)
- Rudolf Georgi (1879–1956), deutscher Verlagsbuchhändler

### S
- Sonja Georgi (1915–1957), deutsche Modefotografin
- Susanne Georgi (* 1976), dänische Sängerin

### T
- Theodor Georgi (1780–1850/1857), deutscher Ordenspriester (Franziskaner) und Schriftsteller
- Theophil Georgi (1674–1762), deutscher Buchhändler, Verleger und Bibliograph
- Thomas Georgi (Politiker) (* 1962), deutscher Arzt und Politiker (CDU)
- Thomas Georgi (Schauspieler) (* 1981), deutscher Schauspieler
- Tim Georgi (* 2000), deutscher Motorradrennfahrer

### U
- Uta Georgi (* 1970), deutsche Journalistin und Fernsehmoderatorin
- Ute Georgi (1943–2010), deutsche Politikerin (FDP)

### W
- Walter Georgi (1871–1924), deutscher Maler und Illustrator
- Wilhelm Gottlieb Georgi (1755–1808?), Pastor und Autor

### Y
- Yvonne Georgi (1903–1975), deutsche Ballett-Tänzerin und Choreographin